# Pteroceras fragrans
Pteroceras fragrans là một loài thực vật có hoa trong họ Lan. Loài này được (Ridl.) Garay miêu tả khoa học đầu tiên năm 1972.